# Goderdzi Urgebadze
Padre Gabriele, in georgiano ილია ჭავჭავაძე?, mama gabrieli, al secolo Goderdzi Urgebadze in georgiano გოდერძი ურგებაძე (Tbilisi, 26 agosto 1929 – Mtskheta, 2 novembre 1995), è stato un presbitero e mistico ortodosso georgiano; La Chiesa ortodossa georgiana lo ha ufficialmente canonizzato come Santo Padre San Gabriele, Confessore e Folle di Cristo (წმ. ღირსი მამა გაბრიელი აღმსარებელი- სალოსი), il 20 dicembre 2012.
È venerato per la sua devota vita monastica e per la sua pietà. Sepolto nella città di Mtskheta, l'antica capitale della Georgia posta a nord di Tbilisi, con la sua fama di taumaturgo ha reso la sua tomba meta di pellegrinaggio da parte dei fedeli della Chiesa ortodossa georgiana.

## Biografia
Padre Gabriele nacque come Goderdzi Urgebadze a Tbilisi. Suo padre, Vasil Urgebadze, era il presidente del consiglio distrettuale del distretto di Tbilisi chiamato Mamukini (moderno quartiere Navtlughi) e nello stesso tempo un esponente dell'NKVD, la polizia segreta. Il padre venne ucciso quando Goderdzi era giovane nel 1931, cadendo vittima delle uccisioni collegate alla salita al potere in Georgia di Lavrentij Berija, dapprima segretario di partito in Georgia, in seguito posto da Stalin a capo della stessa NKVD nel 1938.
Goderdzi si diplomò alla 24º scuola secondaria di Tbilisi. Nel 1949 fu richiamato per il servizio militare e assegnato a Batumi. Nonostante la disciplina nell'esercito, riuscì a frequentare la chiesa ortodossa, dove poté studiare l'antico georgiano,
Terminato il servizio militare, decise di darsi alla vita monastica e nel 1955 fu tonsurato monaco assumendo il nome di Gabrieli in georgiano.

### Contrasto al regime comunista
Padre Gabriele fu un raro caso di ordinazione a monaco durante l'era comunista. Il 1º maggio 1965 durante la parata nel centro di Tbilisi per la Giornata internazionale dei lavoratori, diede fuoco a un ritratto di Lenin di 12 metri. Padre Gabriele venne arrestato e durante l'interrogatorio dichiarò: "In quel posto dovrebbe essere appesa La crocifissione di Cristo, non l'immagine di Lenin. Perché un uomo vuole la fama? Dovrebbe essere scritto: Gloria a Cristo Dio". Per il fatto venne condannato a morte senza possibilità di commutazione della pena, ma i funzionari del regime comunista gli chiesero di denunciare di avere compiuto il gesto seguendo le istruzioni ricevute dalla chiesa in cambio della cancellazione della condanna a morte. Nonostante le torture, il monaco non cambiò posizione. Al contrario, durante un altro interrogatorio, definì Lenin una bestia, motivo per cui venne nuovamente picchiato e torturato. La notizia non passò inosservata alla stampa estera e fu ampiamente diffusa su riviste europee e americane. Padre Gabriele venne quindi giudicato psicotico e rinchiuso in un ospedale psichiatrico per sette mesi, dove subì un trattamento disumano.
Padre Gabriele trascorse gran parte della sua vita successiva nel convento di Santa Nino, un convento annesso al monastero di Samtavro a Mtskheta. Vi morì nel 1995 e fu sepolto nel cimitero di Samtavro.

## Venerazione

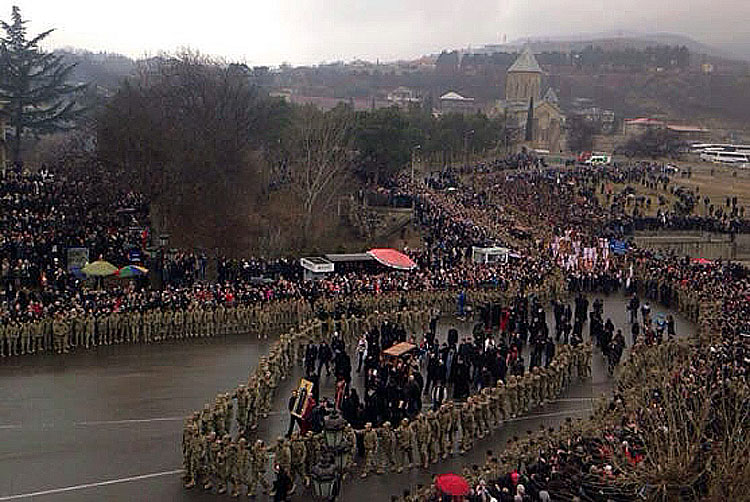
Esumazione delle reliquie di San Gabriele, Convento di Samtavro, 22 febbraio 2014

Dopo la morte del monaco, tra i fedeli ortodossi si iniziò a diffondere la credenza che padre Gabriele possedesse poteri di guarigione e profezia e dopo la sua morte nel 1995, si ritenne che la salma fosse da considerare incorrotta.  La tomba di Mtskheta divenne un luogo di pellegrinaggio sempre più popolare e l'olio di una lampada che ardeva costantemente sulla sua tomba era considerato miracoloso. Nel 2012 la Chiesa ortodossa georgiana lo ha ufficialmente riconosciuto come santo. Nel gennaio 2014, le voci secondo cui padre Gabriele avrebbe promesso in visione a una suora locale di Mtskheta che due desideri sarebbero stati esauditi a coloro che si fossero recati a visitare la sua tomba poco prima del Natale ortodosso, il 7 gennaio, diedero il via a un pellegrinaggio di massa alla tomba del santo, al punto che fu necessario un rafforzato dispiegamento di unità di polizia per controllare il traffico. In realtà, i prelati e la suora smentirono le voci circolanti dichiarandole false.
Le reliquie di Gabriele sono state riesumate per la sepoltura in una cripta speciale all'interno del monastero di Samtavro nel febbraio 2014. Prima della sepoltura, il suo corpo è stato esposto in quattro delle principali cattedrali ortodosse della Georgia, attirando migliaia di pellegrini da tutto il paese.